# Brachypterus metallicus
Brachypterus metallicus is een keversoort uit de familie bastaardglanskevers (Kateretidae). De wetenschappelijke naam van de soort werd in 1874 gepubliceerd door Edmund Reitter.